# Робер Кавелије де ла Сал
Рене Робер, витез де Ла Сал (фр. René-Robert Cavelier, Sieur de La Salle; Руан, 21. новембар 1643 — код данашњег Хантсвила, Тексас, 19. март 1687) био је француски истраживач. Истраживао је области данашње Канаде и САД око Великих језера, реку Мисисипи и Мексички залив. Ле Сал је присвојио цео басен Мисисипија у име Француске.